# بادسواری

بادسواری یا بادموج‌سواری (به انگلیسی: windsurfing یا sailboarding) ورزشی است مرکب از موج‌سواری و قایق‌رانی بادبانی که با استفاده از تخته‌بادبان انجام می‌شود. در این ورزش از تخته مخصوصی که دارای طولی به اندازه ۲ تا ۴ متر است استفاده می‌شود و ورزشکار به واسطه نیروی باد بر بادبانی که بر روی این تخته سوار شده به حرکت درمی آید. بادسواری برخلاف موج‌سواری نیازی به موج‌های بلند ندارد. این ورزش در اوایل دهه ۱۹۷۰ از فرهنگ موج‌سواری در کالیفرنیا ظهور کرد. بادسواری تا اواخر همان دهه ۱۹۷۰ طرفداران بسیار زیادی را در سراسر آمریکای شمالی پیدا کرده بود و در دهه ۱۹۸۰ به محبوبیتی جهانی و قابل‌توجه دست یافت.
تجهیزات نصب شده بر روی بورد و دکل به راحتی قابل چرخش می‌باشند و به ورزشکار این امکان را می‌دهند تا در هنگام حرکت دارای آزادی عمل بالایی باشد. محدوده بادبان از حدود ۳ مترمربع تا ۱۲ مترمربع با توجه به شرایط گوناگون و نیز مهارت ورزشکاران متفاوت است. بادسواری یک ورزش تفریحی است که بیشتر در آب‌های مسطح (فاقد صخره و چاله‌های ژرف پراکنده) سراسر جهان محبوبیت دارد و ایمنی و دسترسی آسان را برای شرکت‌کنندگان مبتدی و آماتور به سادگی فراهم می‌نماید. این ورزش دارای دو گروه علاقه‌مند مشخص است که در قالب رقابت‌های معمولی و مسابقه‌ای به این فعالیت می‌پردازند. عناوین حرفه‌ای جهانی برای برگزیدگان رشته‌های مختلف بادسواری مثل مارپیچ و موج در کلاس‌های تخته‌های باله‌دار و آزاد اعطا می‌شود.

## نگارخانه

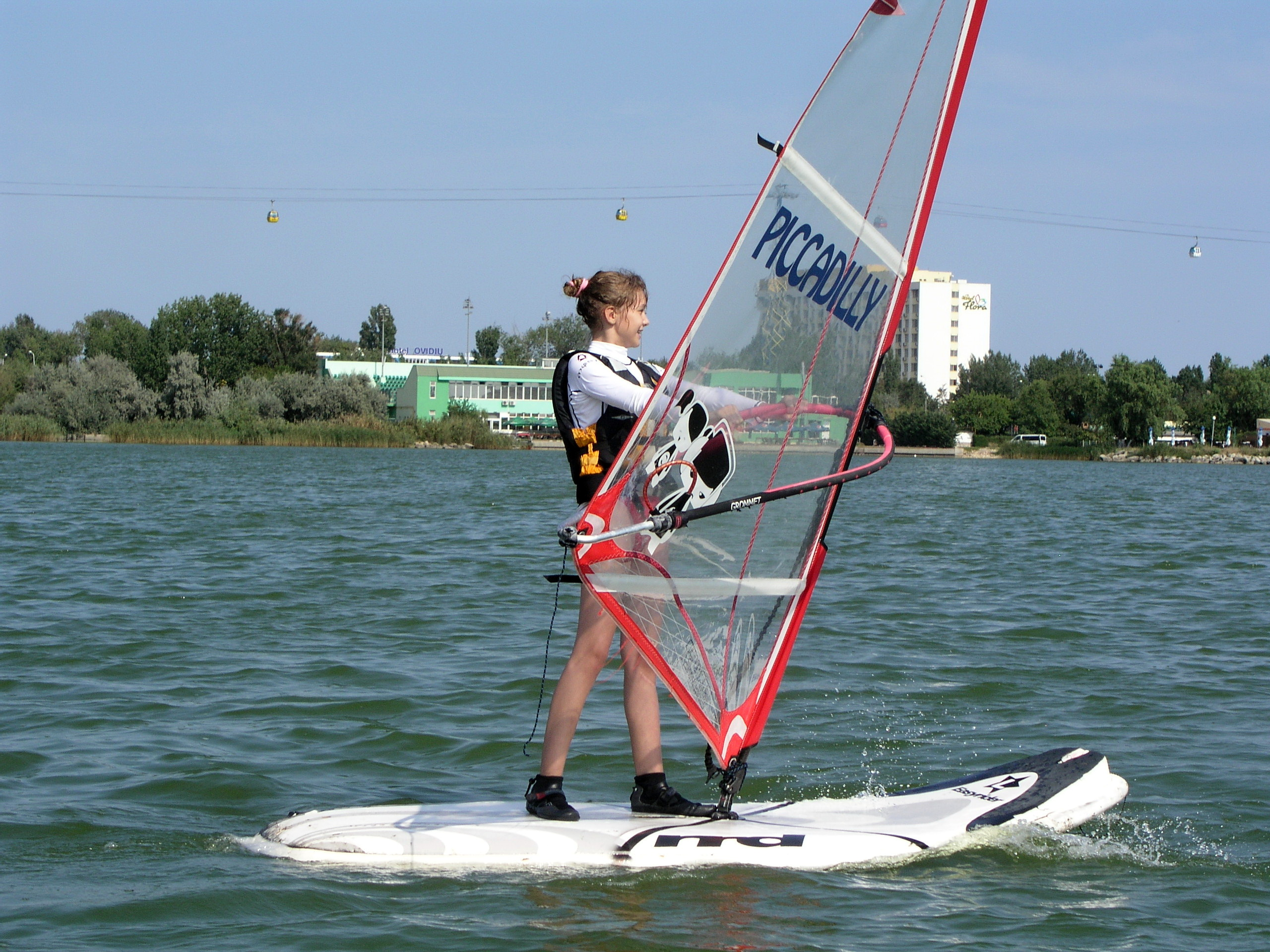